# 송해면
송해면(松海面)은 대한민국 인천광역시 강화군의 면이다. 서해안 방어의 전초기지로서 해안선 길이가 4.2km이며 5개리가 민통선 북방지역에 위치한 최전방 지역이다.

## 개요
송해면은 1870년 조선 고종 7년 송정면이라 칭하였고, 1914년 일제강점기에 송정면과 삼해면을 합병하여 송해면이라 하였다. 1954년 송해면 솔정리 627-8번지에 청사신축, 1983년 2월 15일 하점면 양오리를 송해면에 편입, 1993년 1월19일 현위치로 청사를 신축 이전하고 2002년 2월 26일 주민자치센터를 개소하였다.

## 법정리
- 솔정리(率丁里)
- 신당리(申唐里)
- 하도리(下道里)
- 양오리(陽五里)
- 상도리(上道里)
- 숭뢰리(崇雷里)
- 당산리(堂山里)

## 교육
- 송해초등학교
- 양당초등학교 (폐교) : 송해면 장정양오길 437 (양오리)

## 명소
- 강화 솔정리 고씨댁가옥
- 강화화문석 문화관
- 은암자연사박물관
- 전원미술관
- 하도저수지